# Royal FC Bobo-Dioulasso
Der Royal Football Club de Bobo-Dioulasso, auch einfach nur Royal FC genannt, ist ein Sportverein in Bobo-Dioulasso (Burkina Faso). Aktuell spielt der Verein in der zweiten Liga, der Deuxième Division.

## Stadion
Der Verein trägt seine Heimspiele im Stade Wobi in Ouagadougou aus. Das Stadion hat ein Fassungsvermögen von 10.000 Personen.

## Trainer
| Trainer            | Nation       | von            | bis       |
| ------------------ | ------------ | -------------- | --------- |
| Boubacar Coulibaly | Burkina Faso | Januar 2020    | Juni 2021 |
| Boubacar Coulibaly | Burkina Faso | September 2023 |           |